# Annette Duetz
Annette Duetz (* 29. Juni 1993 in Zeddam) ist eine niederländische Seglerin.

## Persönliches
Duetz kommt aus einer Seglerfamilie. Seit sie vierzehn Jahre alt ist segelt sie Segelregatten, damals noch mit ihrer Schwester Carolien Duetz zusammen. 2011 fing Duetz mit ihrem Studium der angewandten Physik an der Technischen Universität Delft an.

## Erfolge
In 2014 formte sie ein Team zusammen mit Annemiek Bekkering in der Klasse 49erFX. Zusammen holten sie den 4. Platz beim Weltcup in Santander sowie andere hohe Platzierungen bei anderen internationalen Wettkämpfen. Bei den Europameisterschaften 2015 in Porto belegten sie den 4. Platz und gewannen 2016 ein Weltcuprennen in Palma de Mallorca.
In der 49er-Klasse durfte nur ein niederländisches Boot bei den Olympischen Spielen 2016 in Rio de Janeiro antreten. Duetz und Bekkering hatten Konkurrenz durch das Team Nina Keizer und Claire Blom. Letztere ist Bekkerings ehemalige Segelpartnerin. Der Watersportverbond bevorzugte zunächst das Duo Duetz und Bekkering, während das Team Blom/Keizer aus finanziellen Gründen nicht in die Auswahl aufgenommen wurde. Anfang des Jahres 2015 verlor das Duo aufgrund eines taktischen Fehlers überraschend die nationale Auswahl für die Olympischen Spiele und damit auch den Platz im Kernteam. An ihrer Stelle kehrten Blom und Keizer zurück in die Kernauswahl, als diese aber die NOC*NSF-Qualifikationsnormen für Rio nicht erfüllen konnten, wurden Bekkering und Duetz doch ins Talentteam aufgenommen. Sie fanden einen eigenen finanziellen Sponsor und belegten in Rio de Janeiro den siebten Platz.
Duetz und Bekkering erzielten ihren ersten großen Erfolg bei den Weltmeisterschaften 2018 in Aarhus, wo sie Weltmeister wurden. Bei der Europameisterschaft 2019 im 49erFX im ehemaligen britischen Olympiarevier vor Weymouth wurden die beiden Europameisterinnen. Im selben Jahr verteidigten sie ihren WM-Titel in Auckland. Bei den Weltmeisterschaften 2020 reicht es dagegen nur für Platz acht.
Zusammen mit Annemiek Bekkering gewann Duetz die Bronzemedaille bei den Olympischen Sommerspielen 2020 in Tokio. Sie gewannen zwei der ersten zwölf Wettfahrten und gingen punktgleich mit den Brasilianerinnen Kahena Kunze und Martine Grael als Erste ins abschließende Medal Race. Unter den dort startenden zehn Teams belegten sie jedoch nur den neunten Platz und schlossen die Gesamtwertung schließlich mit 88 Punkten hinter den siegreichen Kunze und Grael mit 76 Punkten sowie dem deutschen Duo Tina Lutz und Susann Beucke mit 83 Punkten auf dem dritten Rang ab.
Ab 2022 bildete Duetz mit Odile van Aanholt ein Team und gewann mit ihr sowohl die Europameisterschaften in Aarhus als auch die Weltmeisterschaften in St. Margarets Bay. In Den Haag belegten sie bei den Weltmeisterschaften 2023 den zweiten Platz hinter den Schwedinnen Vilma Bobeck und Rebecca Netzler, die sie 2021 noch auf Rang zwei verwiesen hatten. 2024 setzten sich Duetz und van Aanholt wiederum gegen Bobeck und Netzler durch und sicherten sich in Lanzarote ihren dritten Weltmeistertitel.
Bei den Olympischen Spielen 2024 in Paris gingen Duetz und van Aanholt ebenfalls gemeinsam den Start. Sie gewannen zwei der ersten zwölf Wettfahrten und gingen mit sechs Punkten Vorsprung vor Vilma Bobeck und Rebecca Netzler und einem Punkt Rückstand auf die Französinnen Sarah Steyaert und Charline Picon als Zweite ins abschließende Medal Race. Unter den dort startenden zehn Teams belegten sie den dritten Platz, womit Bobecks und Netzlers erster Platz nicht ausreichte, um die beiden Niederländerinnen einzuholen. Duetz und van Aanholt wurden mit 74 Punkten Olympiasiegerinnen, vor Bobeck und Netzler mit 76 Punkten sowie den drittplatzierten Steyaert und Picon, die aufgrund ihres abschließenden sechsten Platzes auf 79 Gesamtpunkte kamen und auf Rang drei zurückfielen.
Für ihren Olympiasieg erhielt sie im August 2024 das Ritterkreuz des Ordens von Oranien-Nassau.